# Expansionism
Expansionismen innebär att stater utökar sitt territorium, företrädesvis genom militära erövringar, som en del av imperialism eller kolonialism.

### Webbkällor
- https://web.archive.org/web/20130603135718/http://www.sparknotes.com/testprep/books/sat2/history/chapter13section1.rhtml
- https://www.ne.se/uppslagsverk/ordbok/svensk/expansionism